# لبنان في الألعاب الأولمبية الصيفية 1992
شاركت لبنان في دورة الألعاب الأولمبية الصيفية لعام 1992، والتي أقيمت في مدينة برشلونة في أسبانيا خلال الفترة من 25 يوليو (تموز) 1992، وحتى 9 أغسطس (آب) 1992 بمُشاركة 9386 رياضي من 169 دولة بينهم 6663 لاعب في منافسات الرجال و2723 لاعبة في منافسات السيدات، وتنافسوا في 25 رياضة خلال 257 منافسة. كانت هذه هي المُشاركة الثانية عشرة للبنان في بطولة الألعاب الأولمبية الصيفية منذ إنشائها، ولم تتمكّن لبنان خلال منافسات هذه النُسخة من البطولة من حصد أيّة ميداليات.

## الميداليات
لم يتمكّن لاعبو لبنان من حصد أية ميداليات خلال منافسات بطولة دورة الألعاب الأولمبية الصيفية في عام 1992.

## اللاعبون المُشاركون
شاركت لبنان في منافسات هذه النُسخة من بطولة دورة الألعاب الأولمبية الصيفية عام 1992 بإثني عشر لاعب جميعهم في منافسات الرجال في رياضات ألعاب القوى وركوب الدراجات الهوائية والمبارزة والتجديف ورفع الأثقال والسباحة والجودو. وتوضح الجداول التالية عدد وأسماء اللاعبين المُشاركين من لبنان في كل رياضة في هذه النُسخة من البطولة:
| الرياضة                | الرجال | السيدات | المجموع |
| ---------------------- | ------ | ------- | ------- |
| ألعاب القوى            | 1      | 0       | 1       |
| ركوب الدراجات الهوائية | 2      | 0       | 2       |
| المبارزة               | 2      | 0       | 2       |
| الجودو                 | 4      | 0       | 4       |
| التجديف                | 1      | 0       | 1       |
| السباحة                | 1      | 0       | 1       |
| رفع الأثقال            | 1      | 0       | 1       |
| المجموع                | 12     | 0       | 12      |

أسماء اللاعبين المُشاركين:
| اسم اللاعب المُشارك | اللعبة                 |
| ------------------ | ---------------------- |
| بسام قواس          | ألعاب القوى            |
| فاتشي زادوريان     | ركوب الدراجات الهوائية |
| أرمن أرسلانيان     | ركوب الدراجات الهوائية |
| زاهي الخوري        | المبارزة               |
| ميشيل يوسف         | المبارزة               |
| شربل شرابي         | الجودو                 |
| حجي قاهي           | الجودو                 |
| عساف المر          | الجودو                 |
| فادي صيقلي         | الجودو                 |
| كريستيان فرنسيس    | التجديف                |
| حسن القيسي         | رفع الأثقال            |
| إميل لحود          | السباحة                |

## النتائج

### منافسات ألعاب القوى

#### منافسات الرجال
| اسم اللاعب | المنافسات           | الأدوار المؤهلة | الأدوار المؤهلة | الدور النهائي | الدور النهائي |
| اسم اللاعب | المنافسات           | مسافة           | المركز          | المسافة       | المركز        |
| ---------- | ------------------- | --------------- | --------------- | ------------- | ------------- |
| بسام قواس  | سباق 800 متر - عدو  |                 |                 | لم يتأهل      | لم يتأهل      |
| بسام قواس  | سباق 1500 متر - عدو |                 |                 | لم يتأهل      | لم يتأهل      |

### منافسات الرجال
| اسم اللاعب     | المنافسات    | الدور الأول | الدور الأول | الدور ربع النهاي | الدور ربع النهاي | الدور نصف النهائي | الدور نصف النهائي | الدور النهائي | الدور النهائي |
| اسم اللاعب     | المنافسات    | النتيجة     | المرتبة     | النتيجة          | المرتبة          | النتيجة           | المرتبة           | النتيجة       | المرتبة       |
| -------------- | ------------ | ----------- | ----------- | ---------------- | ---------------- | ----------------- | ----------------- | ------------- | ------------- |
| فاتشي زادوريان | سباق الشوارع |             |             | لم تتأهل         | لم تتأهل         | لم تتأهل          | لم تتأهل          | لم تتأهل      | لم تتأهل      |
| أرمن أرسلانيان | سباق الشوارع |             |             | لم تتأهل         | لم تتأهل         | لم تتأهل          | لم تتأهل          |               |               |

### الجودو

#### منافسات الرجال
| اسم اللاعب | المنافسات                | الدور التمهيدي | دور الـ32     | دور الـ16     | الدور ربع النهائي | الدور نصف النهائي | جولة الإعادة 1 | جولة الإعادة 2 | جولة الإعادة 3 | الدور النهائي | الدور النهائي |
| اسم اللاعب | المنافسات                | الخصم النتيجة  | الخصم النتيجة | الخصم النتيجة | الخصم النتيجة     | الخصم النتيجة     | الخصم النتيجة  | الخصم النتيجة  | الخصم النتيجة  | الخصم النتيجة | المرتبة       |
| ---------- | ------------------------ | -------------- | ------------- | ------------- | ----------------- | ----------------- | -------------- | -------------- | -------------- | ------------- | ------------- |
| شربل شرابي | منافسات الوزن الخفيف     |                | لم يتأهل      | لم يتأهل      | لم يتأهل          |                   |                | لم يتأهل       | لم يتأهل       | لم يتأهل      | 35            |
| حجي قاهي   | منافسات الوزن الخفيف     |                |               |               |                   |                   |                |                |                |               | 22            |
| عساف المر  | منافسات الوزن شبه الخفيف |                |               |               |                   |                   |                |                |                |               | 17            |
| فادي صيقلي | منافسات الوزن شبه الخفيف |                |               |               |                   |                   |                |                |                |               | 9             |

### التجديف

#### منافسات الرجال
| اسم اللاعب      | المنافسات | الأدوار المؤهلة | الأدوار المؤهلة | الدور النهائي | الدور النهائي | المجموع | المجموع |
| اسم اللاعب      | المنافسات | النقاط          | المرتبة         | النقاط        | المرتبة       | النقاط  | المرتبة |
| --------------- | --------- | --------------- | --------------- | ------------- | ------------- | ------- | ------- |
| كريستيان فرنسيس |           |                 |                 | لم يتأهل      | لم يتأهل      |         | 22      |

### السباحة

#### منافسات الرجال
| اسم اللاعب | المنافسات            | الدور الأول | الدور الأول | الدور نصف النهائي | الدور نصف النهائي | الدور النهائي | الدور النهائي |
| اسم اللاعب | المنافسات            | الوقت       | المرتبة     | الوقت             | المرتبة           | الوقت         | المرتبة       |
| ---------- | -------------------- | ----------- | ----------- | ----------------- | ----------------- | ------------- | ------------- |
| إميل لحود  | 50 متر سباحة حرة     |             | 61          | لم يتأهل          | لم يتأهل          | لم يتأهل      | لم يتأهل      |
| إميل لحود  | 100 متر سباحة حرة    |             | 63          | لم يتأهل          | لم يتأهل          | لم يتأهل      | لم يتأهل      |
| إميل لحود  | 200 متر سباحة حرة    |             | 47          | لم يتأهل          | لم يتأهل          | لم يتأهل      | لم يتأهل      |
| إميل لحود  | 100 متر سباحة متنوعة |             | 47          | لم يتأهل          | لم يتأهل          | لم يتأهل      | لم يتأهل      |

### منافسات الرجال
| اسم اللاعب | المنافسات                    | الخطف | الخطف | الخطف | النتر | النتر | النتر | المجموع | المرتبة  |
| اسم اللاعب | المنافسات                    | 1     | 2     | 3     | 1     | 2     | 3     | المجموع | المرتبة  |
| ---------- | ---------------------------- | ----- | ----- | ----- | ----- | ----- | ----- | ------- | -------- |
| حسن القيسي | منافسات الوزن الثقيل المتوسط |       |       |       |       |       |       |         | لم يتأهل |